# 普列夫利亞市鎮
普列夫利亞市鎮，是蒙特內哥羅的一个市镇，位於該國北部，行政中心为普列夫利亞，面積1,346平方公里，2011年人口30,786，人口密度每平方公里23人。